# Ca l'Artigas (Capellades)
Ca l'Artigas és una obra de Capellades (Anoia) protegida com a Bé Cultural d'Interès Local.

## Descripció
Casa de planta rectangular amb terra pla, que presenta una torre de base quadrangular adossada, i a un dels cantons llargs una construcció de planta rectangular afegida en un moment més tardà i coberta a una vessant. La façana principal és rematada per un esglaonat desplaçat a uns dels costats (el que està al costat de la torre). Aquesta façana presenta alguns motius ornamentals. La torre és coberta a 4 vessants, formant barbacana i té una renglera de rajoles, a la part superior, de colors blau, groc i blanc, representant margarites, al llarg de les 4 cares. A més té dues finestres apuntades a la cara principal i a una de les laterals.

## Història
La dataria dins el primer quart del segle xx.